# Katharina Nocun
Katharina Nocun (nascida Katarzyna Nocuń; 1986) é uma política polonesa com dupla nacionalidade, alemã e polonesa. Desde maio de 2013 é diretora geral do Partido Pirata da Alemanha.

## Vida
Katharina Nocun nasceu na Polônia em 1986, e vive na Alemanha desde os três anos de idade. Sua mãe é administradora de banco de dados, e seu pai diretor de projetos de tecnologia da informação. Após completar o Abitur em Wesel em 2006, estudou política e negócios na Universidade de Münster, estudando depois política, economia e filosofia na Universidade de Hamburgo. Obteve um Bachelor of Arts, escrevendo sobre Liquid Feedback. Até dezembro de 2012 trabalhou como oficial de direitos digitais do consumidor na Federação das Associações de Consumidores da Alemanha (Verbraucherzentrale Bundesverband). Atualmente é uma editora do netzwelt, um sítio sobre atualidades relacionadas à tecnologia, e está estudando em tempo parcial ciência da computação empresarial.
Katharina Nocun filiou-se ao Partido Pirata da Alemanha em março de 2012. Foi a segunda candidata na lista do partido nas eleições do estado da Baixa Saxônia de 2013, e concorreu novamente como segunda candidata na lista do partido nas eleições federais da Alemanha de 2013. Ela é uma oficial de proteção de dados do Partido Pirata da Alemanha. Desde 2010 faz parte do "grupo de trabalho independente para a retenção de dados", participou nas manifestações de 2010/2011 Freiheit statt Angst (Liberdade ao invés de Medo) e, desde 2011, atua no "grupo de trabalho Censo".
Em 10 de maio de 2013 foi escolhida diretora geral do Partido Pirata da Alemanha com 81,7 porcento dos votos.

## Publicações
- com Leif-Erik Holtz e Marit Hansen: Towards Displaying Privacy Information with Icons. In: Privacy and Identity Management for Life. Springer Science+Business Media (2011), p. 338–348.